# Escultura del realismo
Escultura del realismo es la escultura que puede asociarse al movimiento artístico denominado realismo (realismo literario, realismo pictórico) que aparece en Francia, hacia el siglo  XIX. No debe confundirse con la escultura que sigue las convenciones del realismo en las artes, que se da en cualquier época de la historia de la escultura.
La escultura de la segunda mitad del siglo XIX ocupa un momento posterior a la escultura del romanticismo o escultura romántica (François Rude) y es anterior a la escultura impresionista o escultura del impresionismo (Auguste Rodin); aunque en realidad la producción escultórica de toda la época está dominada por los convencionalismos academicistas de la escultura neoclásica.
El mayor coste económico de la escultura con respecto a la pintura explica que los escultores no tuvieran tanta libertad artística como los pintores contemporáneos, que podían confiar en acudir al mercado del arte después de haber realizado sus obras. Los escultores no podían desarrollar tanta iniciativa, y debían someterse de un modo mucho más directo a los encargos de los comitentes, fueran institucionales o privados; que habitualmente mostraban un conservadurismo (tanto estético como político y social) mucho mayor que el de la clientela de los pintores o sus marchantes. En esta época ya no era el clero ni la monarquía absoluta el principal mecenas del arte; sino la burguesía enriquecida por el capitalismo industrial y financiero de la revolución industrial, que también había proporcionado mejoras técnicas en las fundiciones, y los nuevos estados liberales en pleno proceso de construcción nacional, para el que los monumentos públicos y memoriales tenían un destacadísimo papel, incluso superior al reservado a la pintura de historia (que por razones obvias, se limitaba a los espacios interiores). Se ha llegado a describir el periodo como una fiebre de piedra en referencia a las edificaciones y esculturas.

## Escultura realista en Francia
La escultura realista en Francia está representada por el principal discípulo de Rudé, Jean-Baptiste Carpeaux. El pintor realista Honoré Daumier realizó también esculturas con la misma estética que sus caricatura Otros escultores del periodo que se adscriben al estilo son Jules Dalou y Albert Barhtolome.

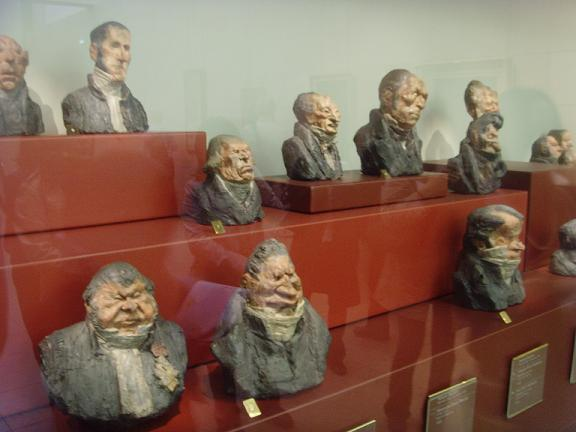
Esculturas caricaturescas de Daumier.
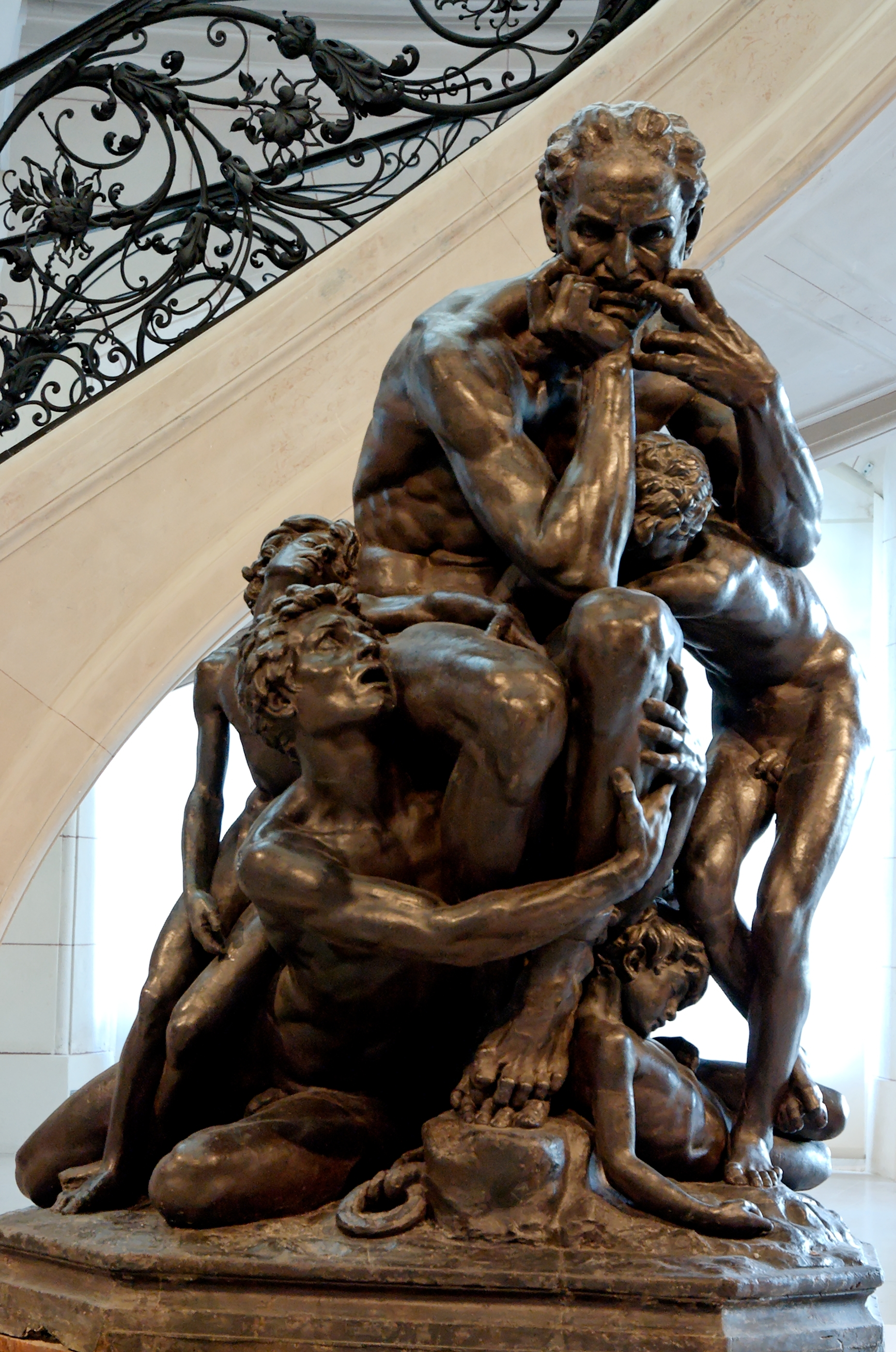
Ugolino (escena del Infierno de Dante), de Carpeaux,
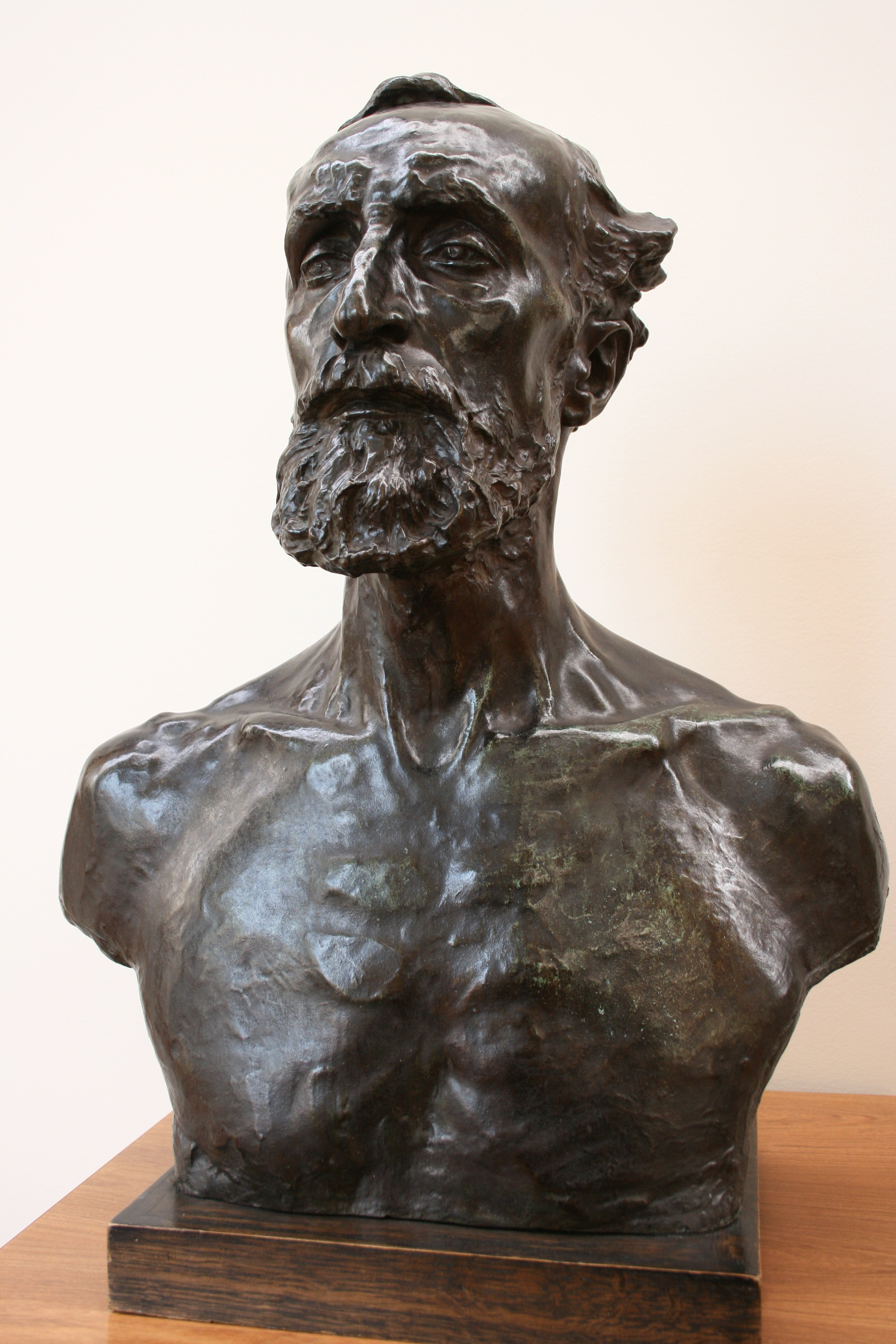
Busto de Dalou, por Rodin, 1883

## Escultura realista en Italia
La escultura realista en Italia está representada por escultores como Vincenzo Vela o Medardo Rosso, al que también se adscribe al impresionismo escultórico.

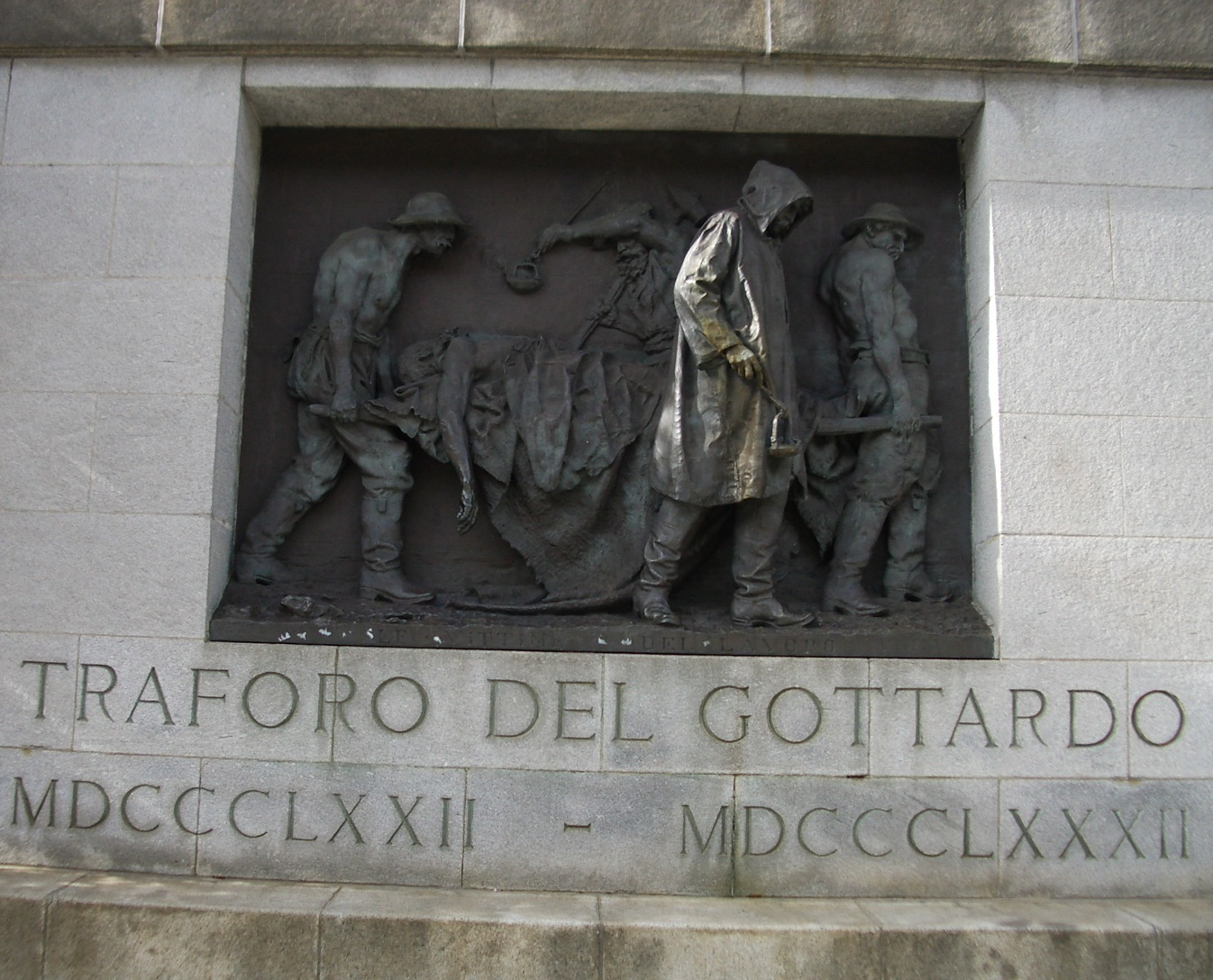
Víctima del trabajo, de Vincenzo Vela, 1882-1883.

## Escultura realista en Bélgica
La escultura realista en Bélgica está representada por Constantin Meunier.

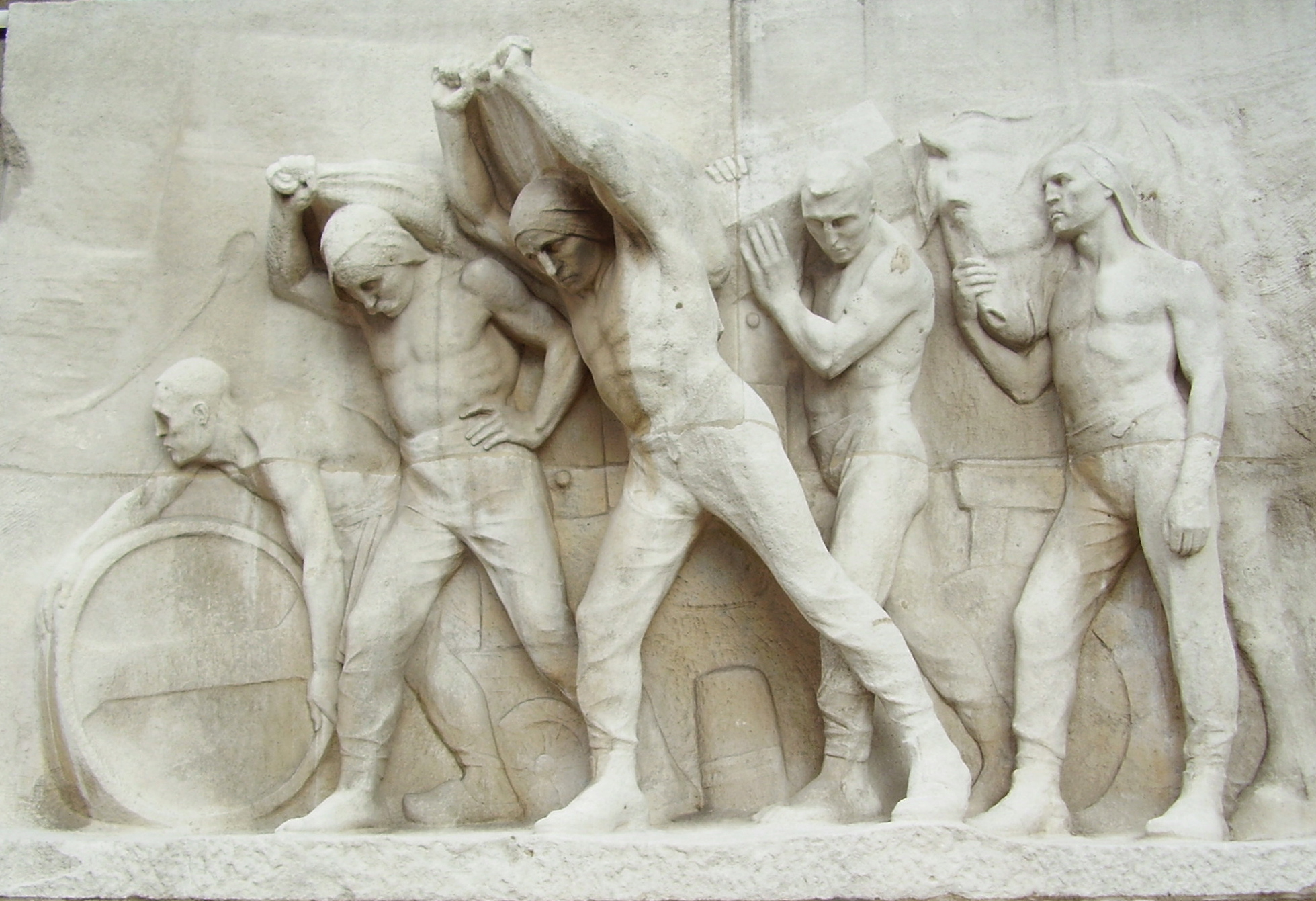
Estibadores, de Constantin Meunier.

## Escultura realista en España

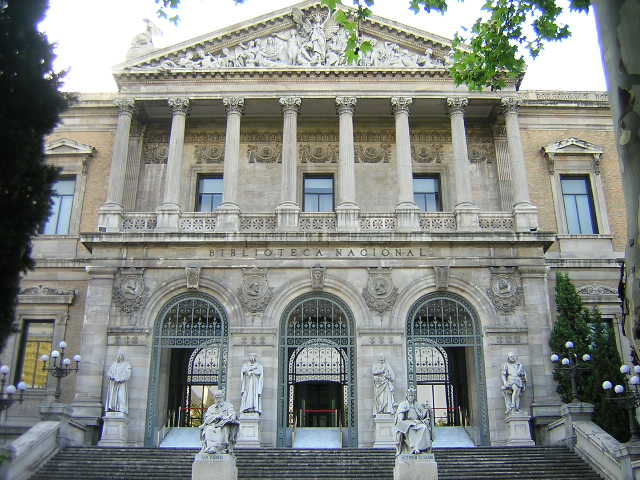
Entrada principal de la Biblioteca Nacional. Las esculturas del frontón son de Agustín Querol y las de la escalera de José Alcoverro

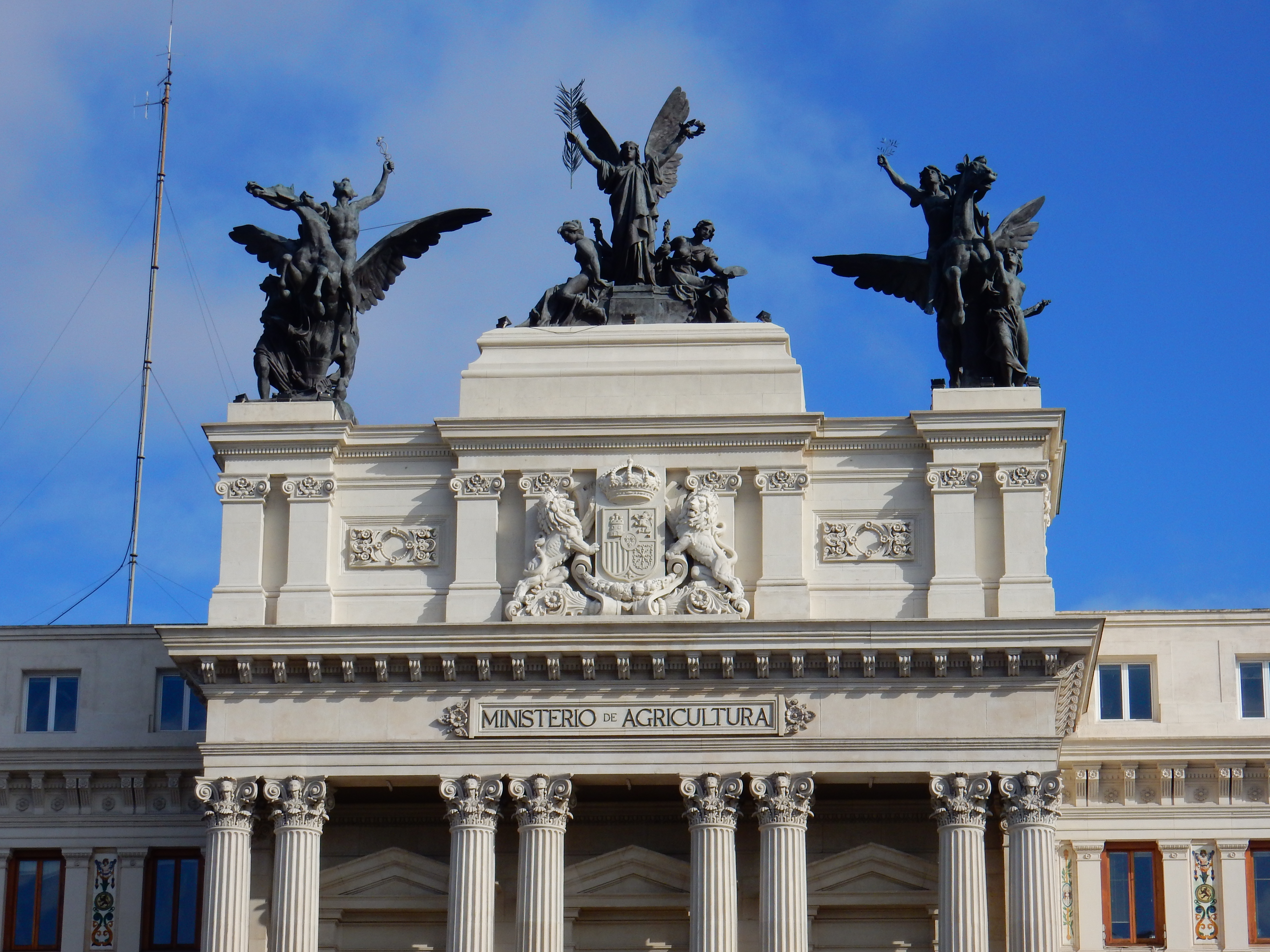
La Gloria y los Pegasos (1897) de Agustín Querol, para el Ministerio de Fomento (hoy Ministerio de Agricultura)

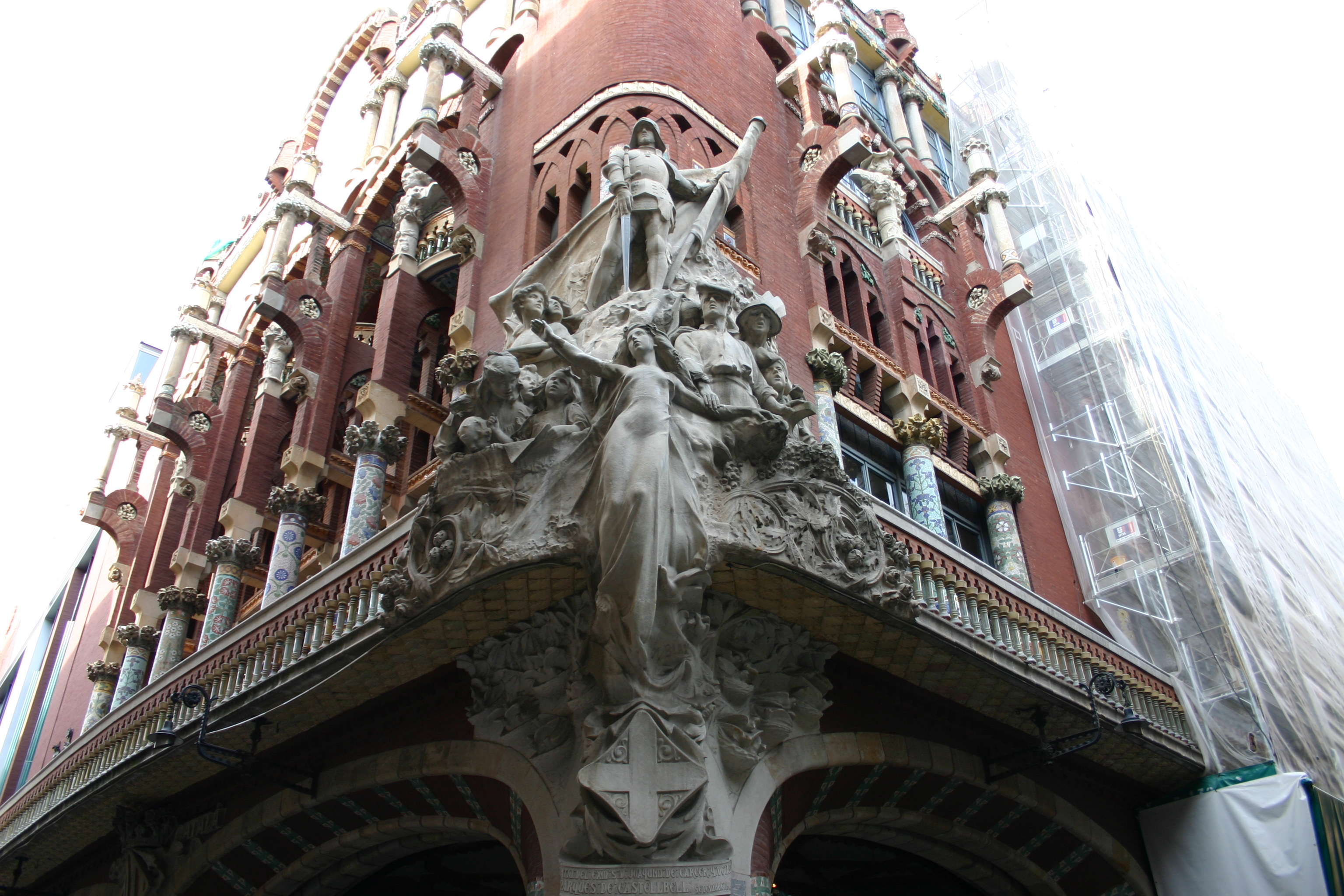
Relieves del Palacio de la Música Catalana (1905-1908), de Miguel Blay

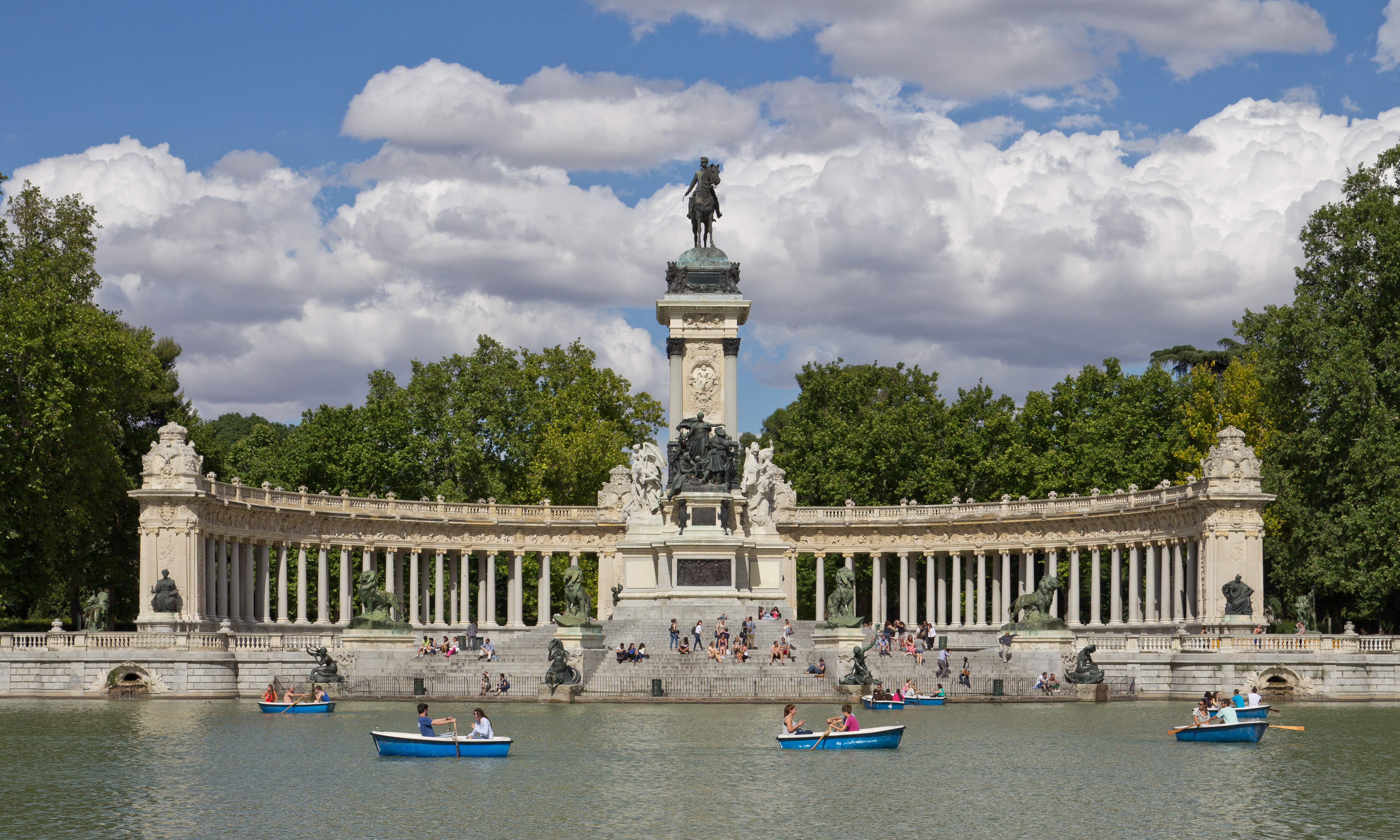
Monumento a Alfonso XII (1902-1922), del arquitecto José Grases Riera con esculturas de 22 artistas. (jardines del Retiro, Madrid)

El realismo, y especialmente la escultura realista, no tiene una definición precisa en España y por ellos unos límites cronológicos claros. La segunda mitad del siglo XIX está presidida por la realización de una escultura conmemorativa academicista de convenciones neoclásicas, con monumentos en todas las ciudades, y más que en ninguna en Madrid, con una importante serie de esculturas urbanas, especialmente las dispuestas en el Parque del Retiro. También fueron muchos los encargos de monumentos funerarios, con la inauguración de grandes cementerios, como el cementerio de San Fernando de Sevilla (1852), cementerios barceloneses de Pueblo Nuevo (ampliado en 1849) y de Montjuic (1883), y los madrileños, especialmente el de San Isidro y el de San Justo (1847), la Necrópolis del Este, iniciada en 1883, que incluía el cementerio civil, el hebreo y el católico o de la Almudena (1884). En 1901 se inauguró el Panteón de Hombres Ilustres siendo muchos los panteones realizados.
También fueron muchos los encargos escultóricos destinados al ornato de los edificios públicos, siendo especialmente notables los programas escultóricos de la Biblioteca Nacional (1866-1892), y del palacio de la Música Catalana (1905-1908), o la representación animalística asociada con la escultura romántica (por ejemplo, los leones de las Cortes de Ponciano Ponzano). Un proyecto algo más tardío, fue el Monumento a Alfonso XII en los Jardines del Retiro, compuesto por una columnata a un lado de un gran estanque con muchas esculturas que rodean a una torre mirador que soporta la estatua ecuestre del rey (1904) en bronce y mármol, obra de Mariano Benlliure, y en el que participaron más de veinte escultores, entre los que cabe destacar a Josep Clarà y Mateo Inurria. 
Escultores notables de mediados del siglo XIX fueron el zaragozano Ponciano Ponzano (1813-1877) y el madrileño Sabino Medina (1812-1888). Ponzano se formó como alumno de Cubero y fue pensionado en Roma en 1832 para completar su formación, asistiendo a las clases de Thorvaldsen —del que ya en España escribiría una biografía—, Tenerani y Antonio Solá. A su regreso a España, en 1839, fue nombrado académico de mérito de la Real Academia de Bellas Artes de San Fernando. Desde 1871 ejerció como profesor en la Academia. Su amistad con Francisco Javier de Quinto y Cortés, conde de Quinto y jefe de la casa real, le ayudó a ser el escultor oficial del Congreso, siendo su obra más importante el frontón del palacio de las Cortes (1848), que constituye el mayor conjunto escultórico del siglo XIX en España y representa alegóricamente los poderes de la Cámara. También, tras ganar el concurso que se convocó, realizó los dos leones de bronce situados en la escalinata de acceso al edificio. Medina también se formó artísticamente en Roma. Una de sus obras más relevantes, fue una escultura de Murillo para la ciudad de Sevilla, inaugurada en 1864, que se colocó en la plaza del museo, frente al entonces Museo Provincial de Pintura, hoy Museo de Bellas Artes. Posteriormente se realizó una réplica de la misma que se situó frente a la fachada sur del Museo del Prado, inaugurada por el rey Amadeo I. Intervino también en la decoración del Palacio de las Cortes de Madrid, en cuyo Salón de sesiones, en la parte alta del testero, se encuentran cuatro efigies que simbolizan La Marina, La Agricultura, El Comercio y Las Ciencias
La elección de temas de sensibilidad social y las moderadas innovaciones estéticas que preceden al estallido de las vanguardias, corresponde a los escultores de finales del siglo XIX y comienzos del siglo XX, como Ricardo Bellver (1845-1924), Arturo Mélida, (1849-1902), Antonio Susillo (1855-1896), Agustín Querol (1860-1909), Mariano Benlliure (1862-1947), Aniceto Marinas (1866-1953) y Miguel Blay (1866-1936).
Otros escultores coetáneos, como Josep Clará, Josep Llimona, Mateo Inurria, Victorio Macho, Mateo Hernández, Nemesio Mogrovejo, Julio Antonio, Emiliano Barral o Francisco Asorey, manteniendo los principios figurativistas, serán los que darán paso a las vanguardias del segundo tercio del siglo XX, que es cuando se produce la auténtica ruptura formal en la escultura contemporánea española (Pablo Gargallo, Julio González, Alberto Sánchez Pérez) que volverá a reconducirse hacia un tratamiento más tradicional en la escultura del franquismo.

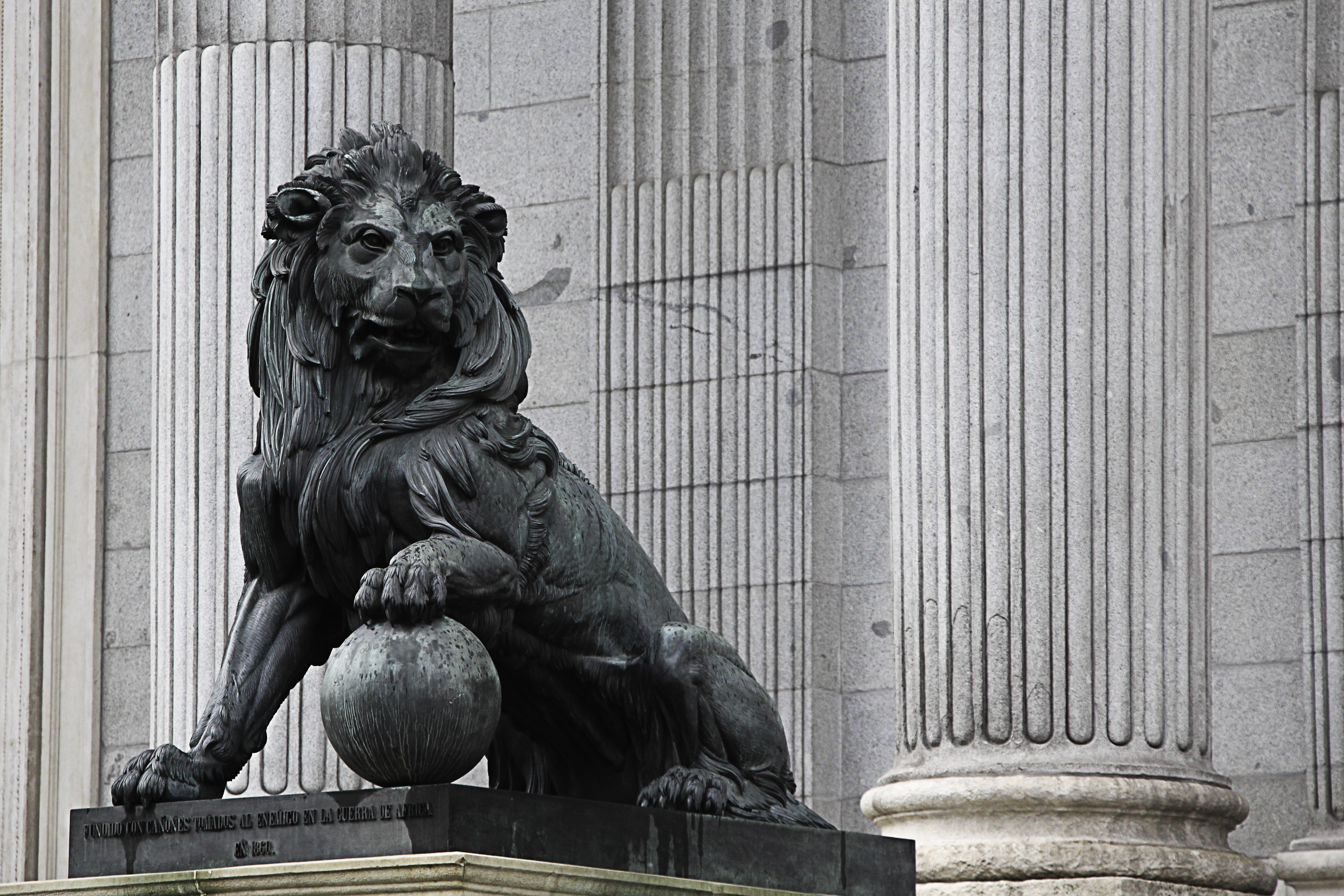
Leones de las Cortes, de Ponciano Ponzano (1851, modelo inicial en yeso pintado y 1865 los actuales en bronce).
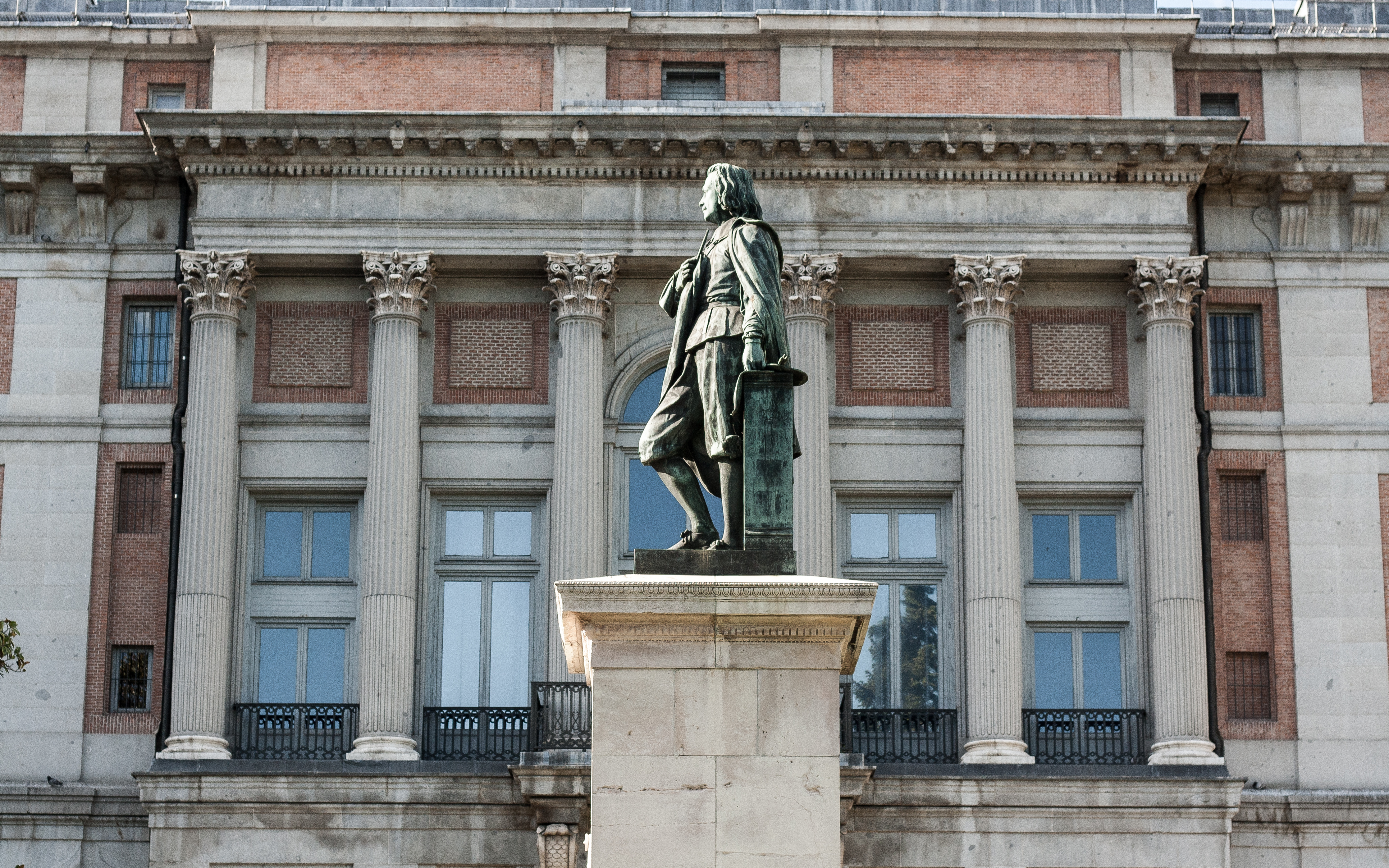
Monumento a Murillo (réplica de 1871), de Sabino Medina, delante de la Puerta de Murillo, entre el Museo del Prado y el Jardín Botánico de Madrid (el original es de 1859  y está en Sevilla).
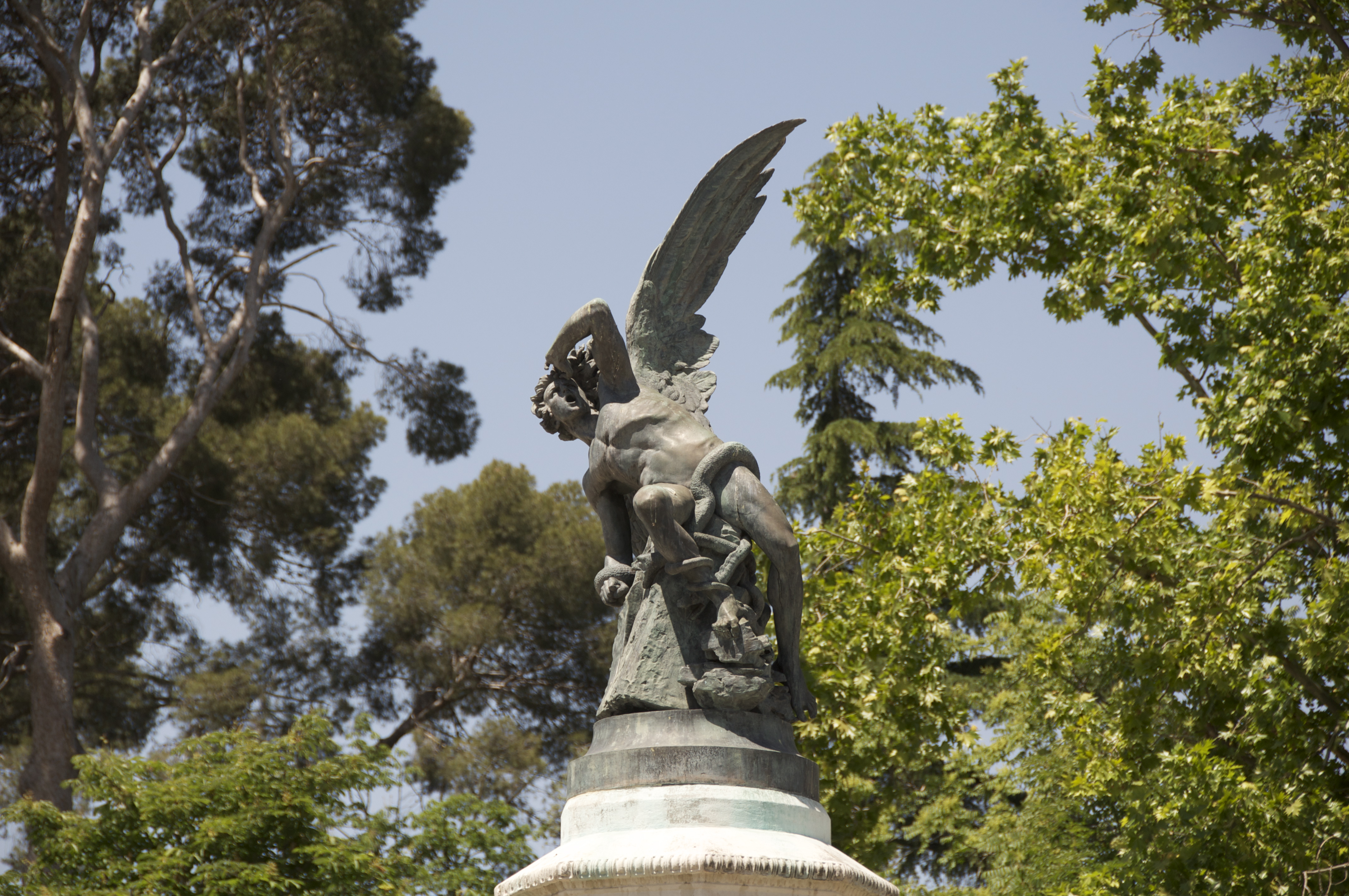
El ángel caído (1877), de Ricardo Bellver
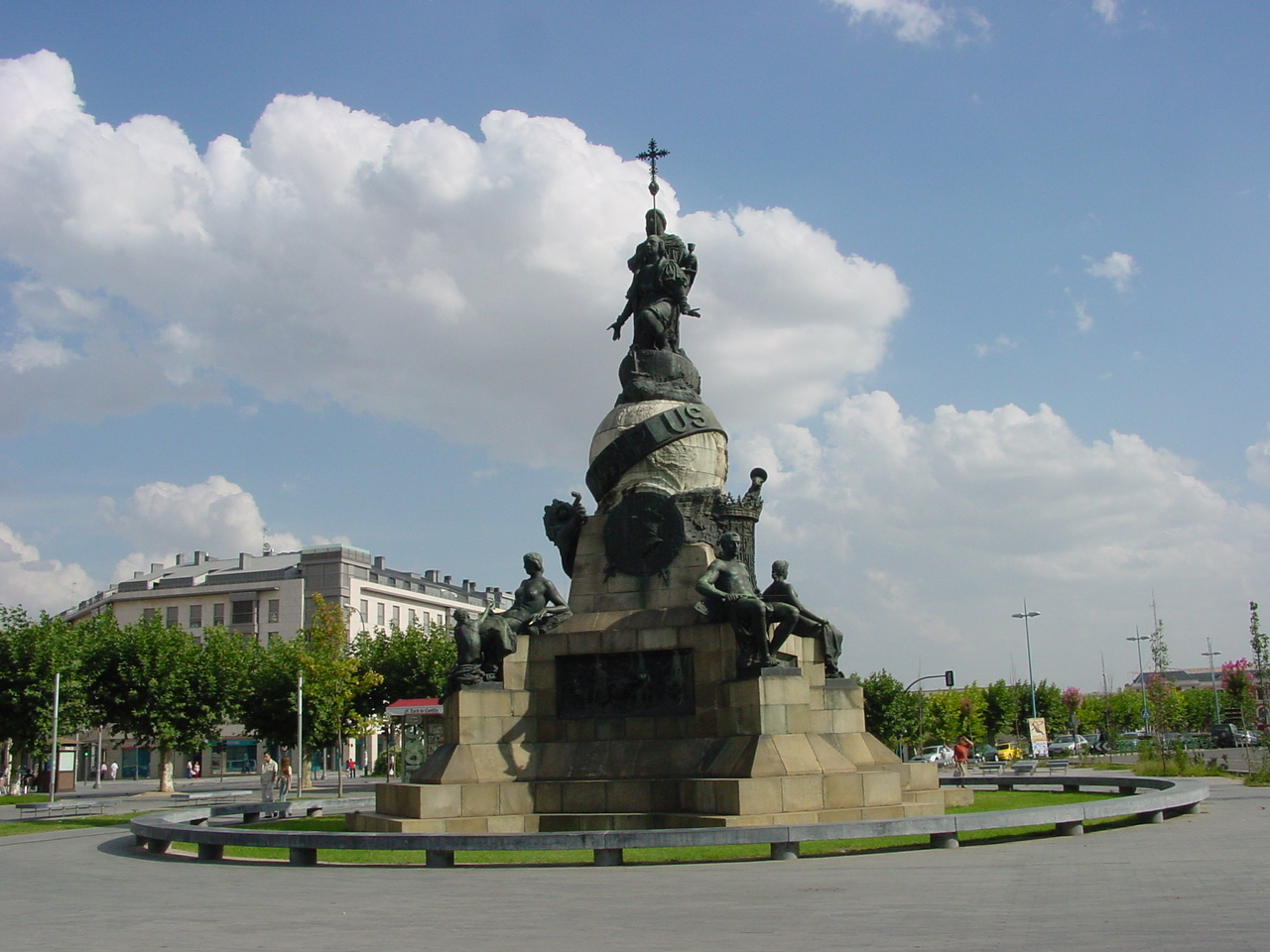
Monumento a Colón (Valladolid) (1891), de Antonio Susillo.
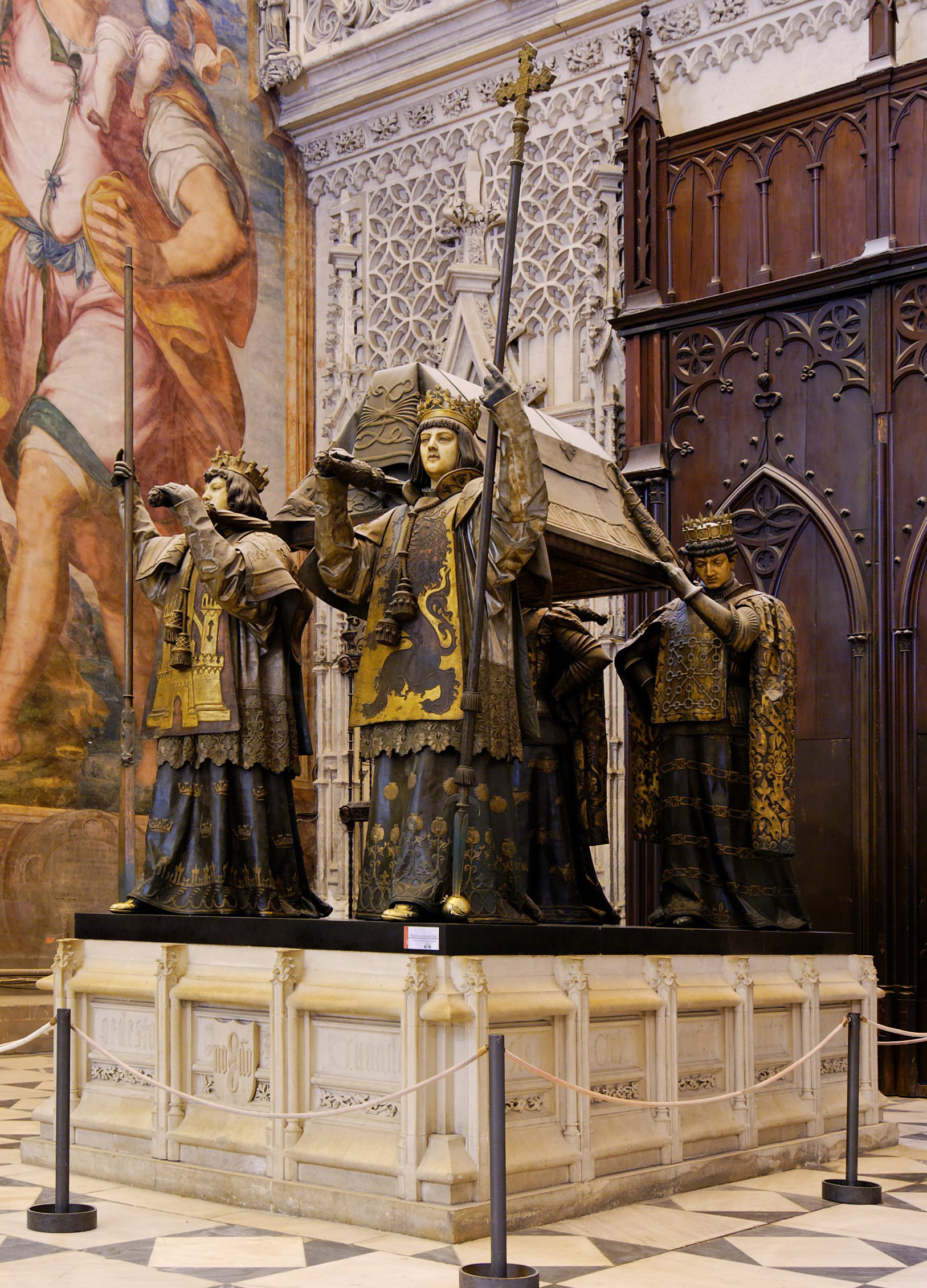
Tumba de Cristóbal Colón (1891), en la Catedral de Sevilla, de Arturo Mélida

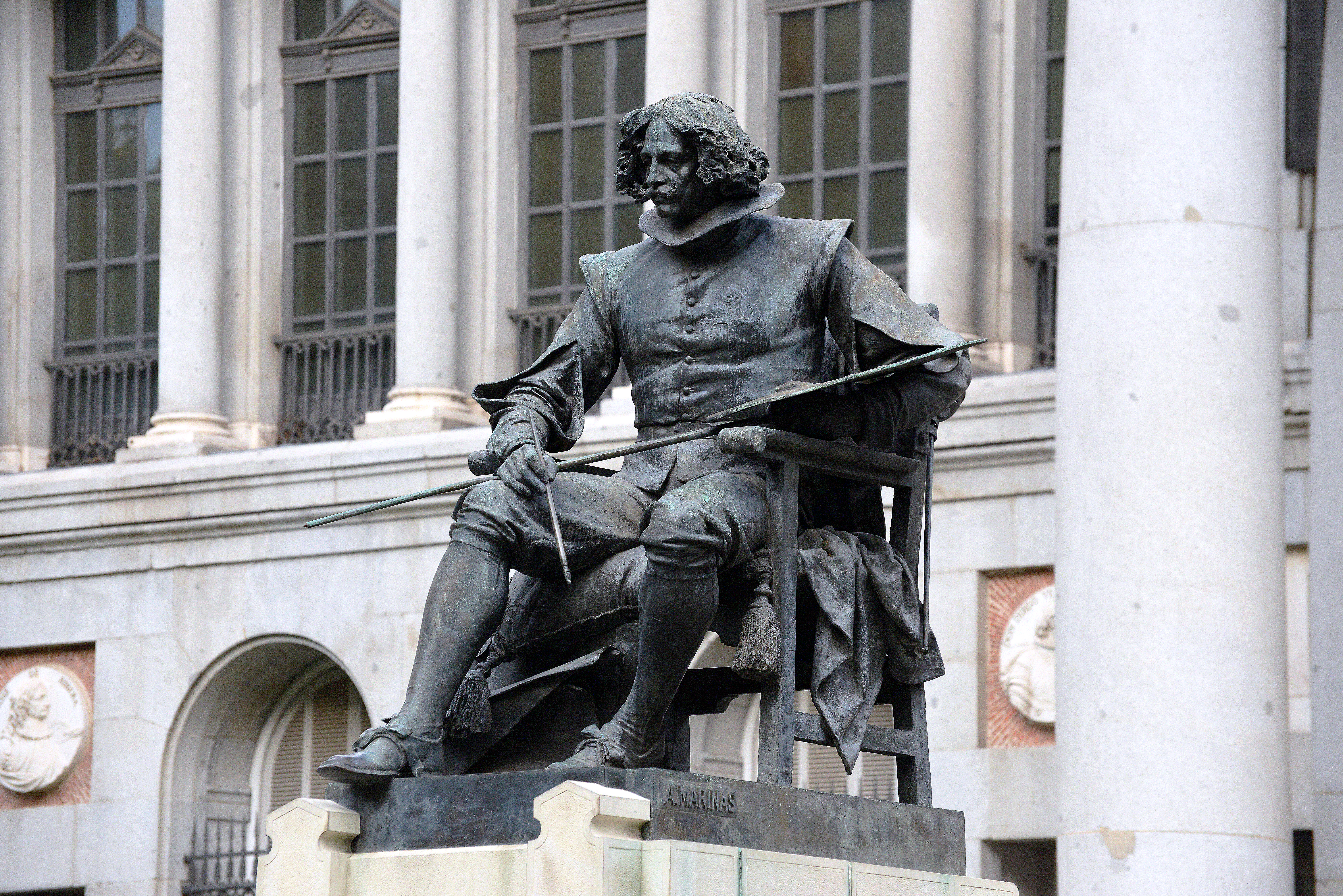
Monumento a Velázquez (1899), de Aniceto Marinas, ante la puerta oeste del Museo del Prado
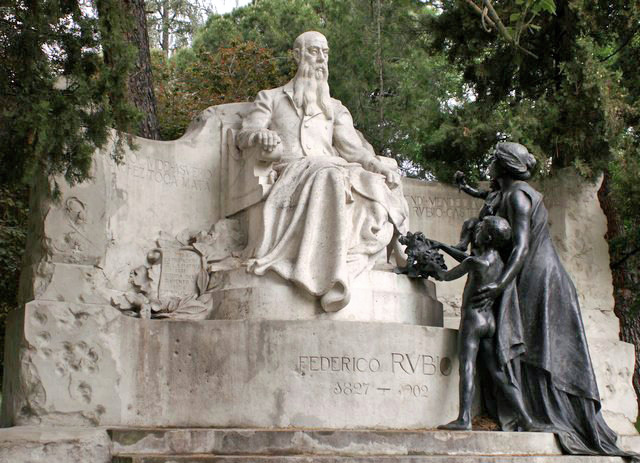
Monumento_a_Federico_Rubio (1906) de Miguel Blay (parque del Oeste, Madrid)
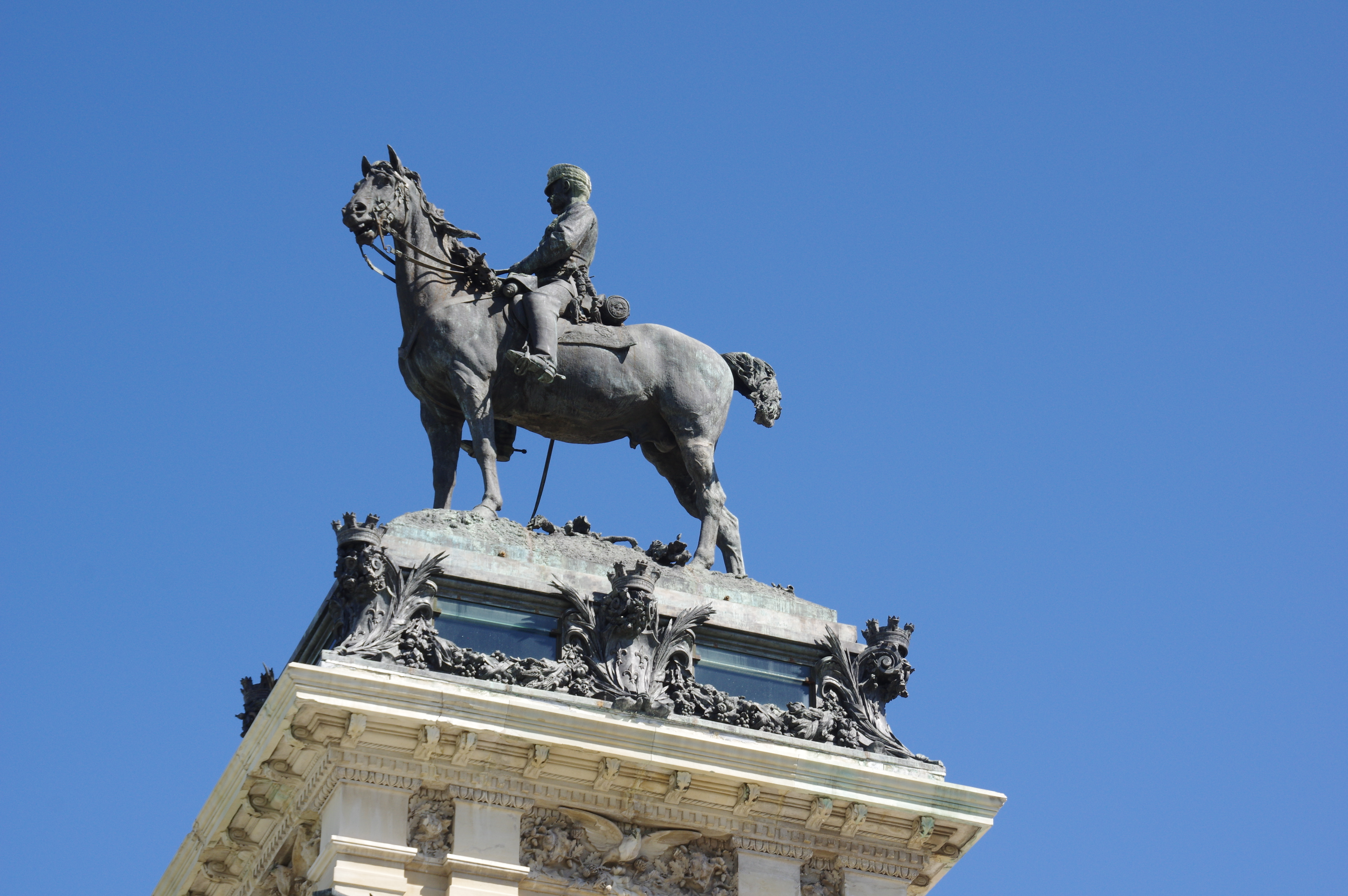
Estatua ecuestre de Alfonso XII (1908) de Mariano Benlliure (jardines del Retiro, Madrid)
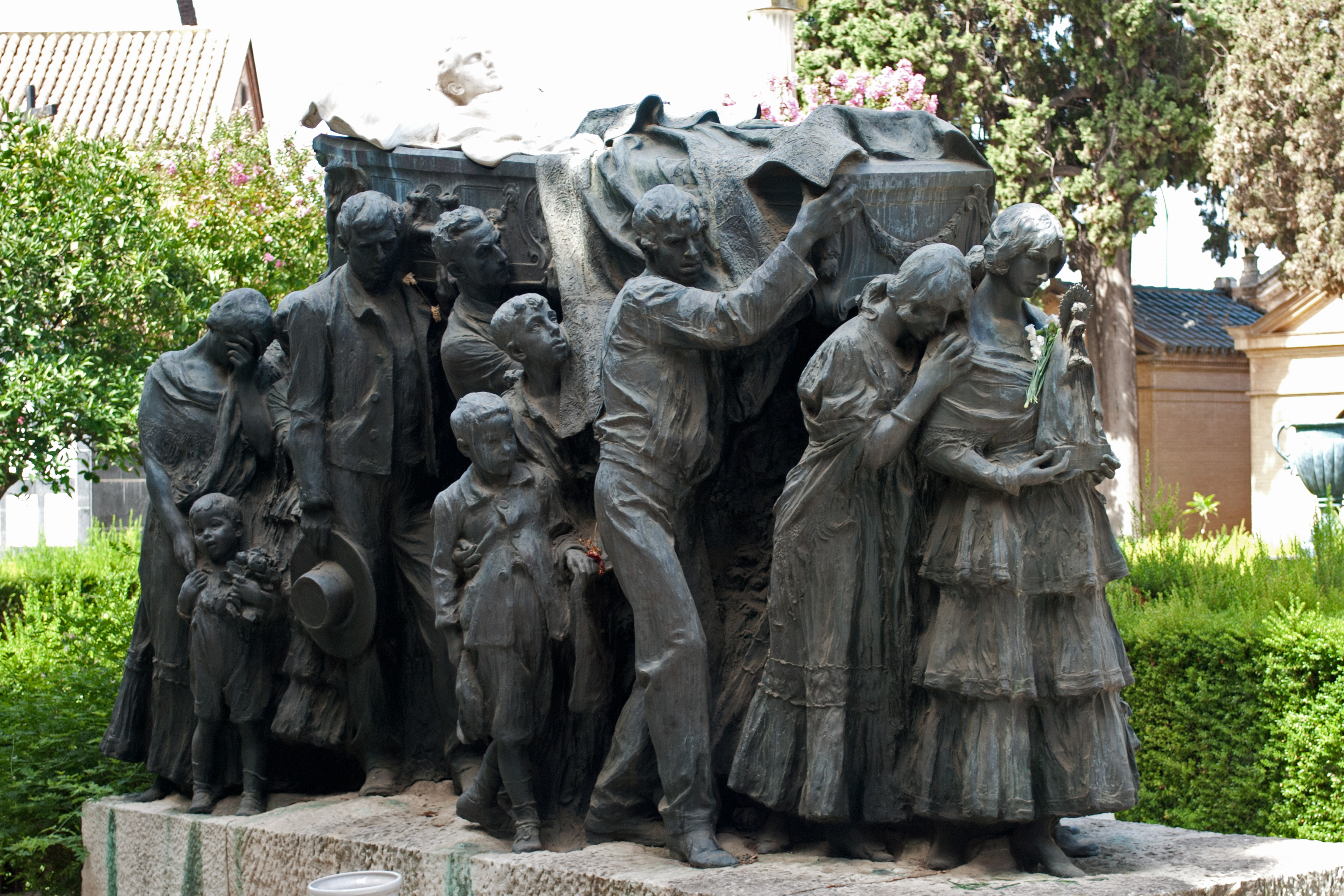
El entierro de Joselito (1920), de Mariano Benlliure